# نياهورورو

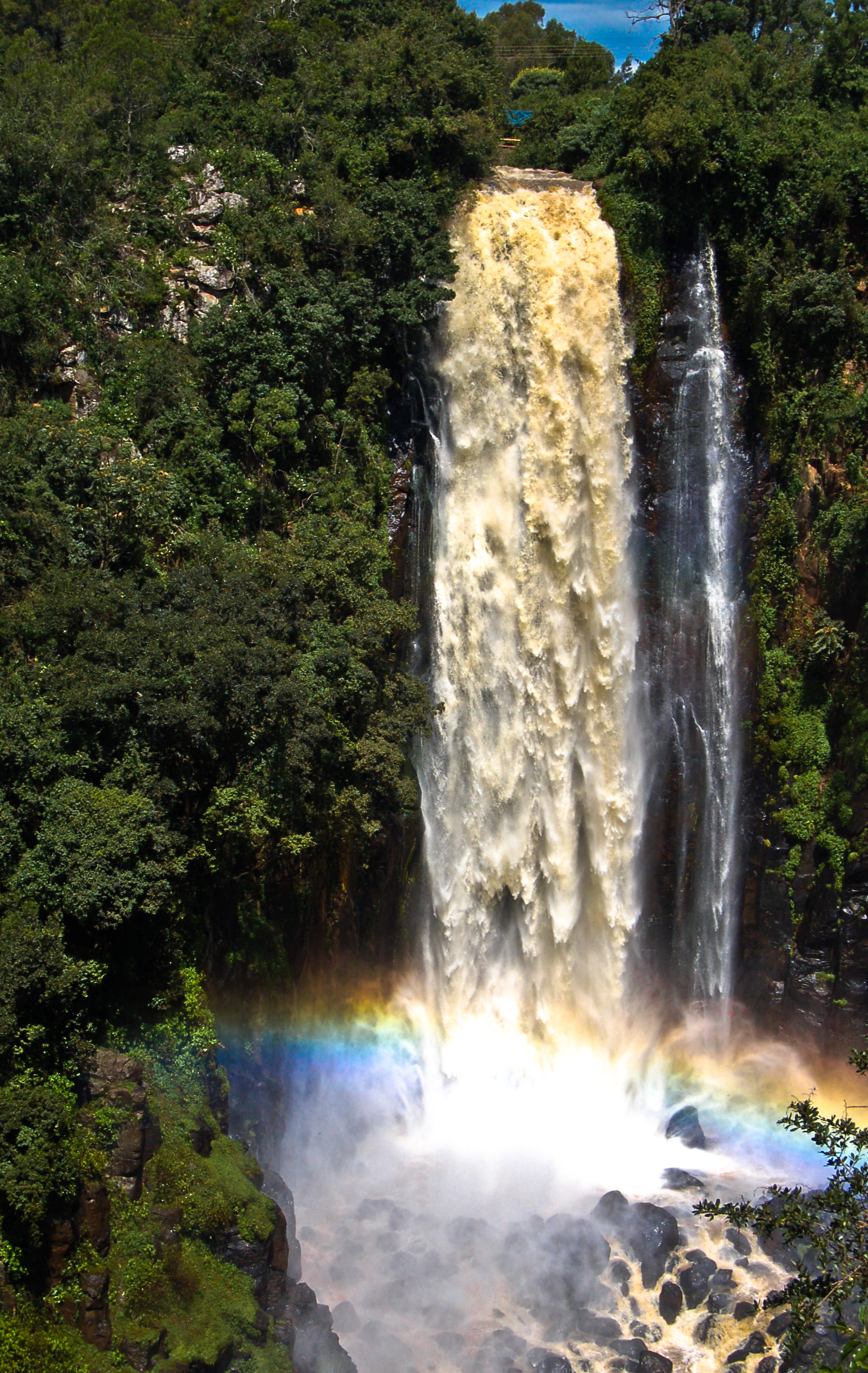
منظر لشلالات طومسون في نياهورورو.

نياهورورو (بالإنجليزية:Nyahururu) والمعروفة سابقا باسم شلالات طومسون هي بلدة في كينيا تقع شرق مدينة ناكورو في مقاطعة لايكيبيا.  يبلغ عدد سكان المدينة 36,450 نسمة.  لا تزال المدينة تشكل قوة اقتصادية مركزية لمنطقة نيانداروا السابقة ولهذا السبب، تتمتع المدينة بعلاقات اقتصادية قوية مع المقاطعتين.

## أعلام
- صمويل وانجيرو
- كارولين روتيتش